# Час-Time (газета)
«Час-Time» — незалежна громадсько-політична газета, популярне національно-демократичне видання України 1990-их.
В'ячеслав Чорновіл зареєстрував газету «Час-Time» 14 липня 1994. «Нульовий» номер газети з'явився у грудні 1994. Перше число газети вийшло 6 січня 1995.
Шеф-редактор з січня 1995 до травня 1998 — голова Народного руху України В'ячеслав Чорновіл. Потім газету було перереєстровано на «Час». Її шеф-редактором також був Вячеслав Чорновіл до 25 березня 1999 року — часу загибелі.
На самому початку редакція знаходилася на Ярославому Валу, потім її було переведено в орендоване приміщення на вулицю Терьохіна, 4 у Подільському районі.
Газета видавала англомовний дайджест за матеріалами видання, а згодом окремий додаток на восьми сторінках англійською мовою — «Час-Time-Digest», де вміщувалися найцікавіші та оригінальні публікації з україномовного випуску.
Виходити «Час-Time» почав двічі на тиждень із щотижневим дайджестом англійською мовою. Невдовзі довелося перейти на вихід газети у форматі тижневика, тимчасово призупинити друк англомовного дайджесту.
Газета друкувалась на 16 сторінках великого формату А2, накладом від 15 до 32 тис. екземплярів, а окремі номери навіть 113-тисячним тиражем. Наклад англомовного додатка «Час-Time-Digest» становив 30 тис. примірників.

## Журналістський колектив
Першим редактором газети був журналіст, народний депутат України (ІІ, ІІІ, IV скликання) Віталій Шевченко, з січня 1997 року її очолила заступник «Народного Руху України», письменниця (народний депутат України III, IV, V, VI скликань) Олена Бондаренко, а згодом народний депутат України І—VI скликань, журналіст Ярослав Кендзьор. Протягом цих років незмінним заступником редактора «Час-Time» залишався письменник і публіцист Григорій Кримчук. Редактором відділу політики в газеті працював Іван Безсмертний, а потім Тарас Захарук, а з січня 1997 — Віктор Каспрук.
В газеті працювали журналісти Валентина Гриник-Сутанівська, Микола Влащук, Зоя Загородня, Ніна Харчук, Людмила Бараневич, Леся Самійленко, Тетяна Ковальчук, Володимир Городецький, Борис Бахтєєв, Володимир Карташов, Олена Голуб , Ярослав Глібіщук, Петро Яковенко,  а також фотограф Сергій Спасокукотський. Серед найбільш затребуваних авторів був публіцист, політолог і філософ Сергій Грабовський.
У газеті також працювали друг Чорновола Роман Корогодський – український кінокритик, літературо- та кінознавець, учасник руху шістдесятників, дуже діяльний та оптимістичний головний менеджер Микола Ващук (на якому по суті трималася уся організаторська і адміністративна робота в «Час-Time») та відповідальний секретар Валентин Авдєєнко. Літературними редакторами були Валентина Чорновіл (сестра В’ячеслава Максимовича), Галина Понамарчук (поетеса) і Євгенія Дончик (дружина відомого літературознавця, академіка Віталія Дончика).